# Zamek w Bobulińcach
Zamek w Bobulińcach – wybudowany w XVII w. według legendy połączony podziemnym tunelem ze zamkiem w Osowcach.